# Política de visados de Uruguay
La política migratoria uruguaya establece que el Ministerio de Relaciones Exteriores es el organismo encargado de recibir y controlar las solicitudes de ingreso al país e informarlas a la Dirección Nacional de Migración, y también es el encargado de otorgar las visas de ingreso al país conforme la política de visados de Uruguay, regulada en la Ley N° 18250 del 6 de enero de 2008, su decreto reglamentario N° 394/009 del 24 de agosto de 2009 y el Decreto N° 356/018 del 29 de octubre de 2018 que establece los tipos de visa.

## Restricciones por el COVID-19
A partir del 15 de julio de 2020, debido a la pandemia de COVID-19, toda persona —sea uruguaya o extranjera— que pretenda ingresar a Uruguay por cualquier medio independientemente de su motivo de ingreso, deben completar una declaración jurada donde consigne los datos de la persona, su estado de salud y contacto con casos sospechosos o confirmados de COVID-19 en los 14 días previos al ingreso al país. Además, para ingresar deberá someterse a control de temperatura, usar mascarilla facial, llevar un resultado negativo de una prueba de detección del virus SARS-CoV-2 (por técnica PCR-RT) de no más de 72 horas de su emisión, tener o disponer cobertura sanitaria en Uruguay, una cuarentena mínima de 7 días más una nueva prueba de detección, o 14 días de cuarentena, y cumplir con toda medida de prevención de contagio que las autoridades sanitarias determinen.

## Mapa de requisitos de visado

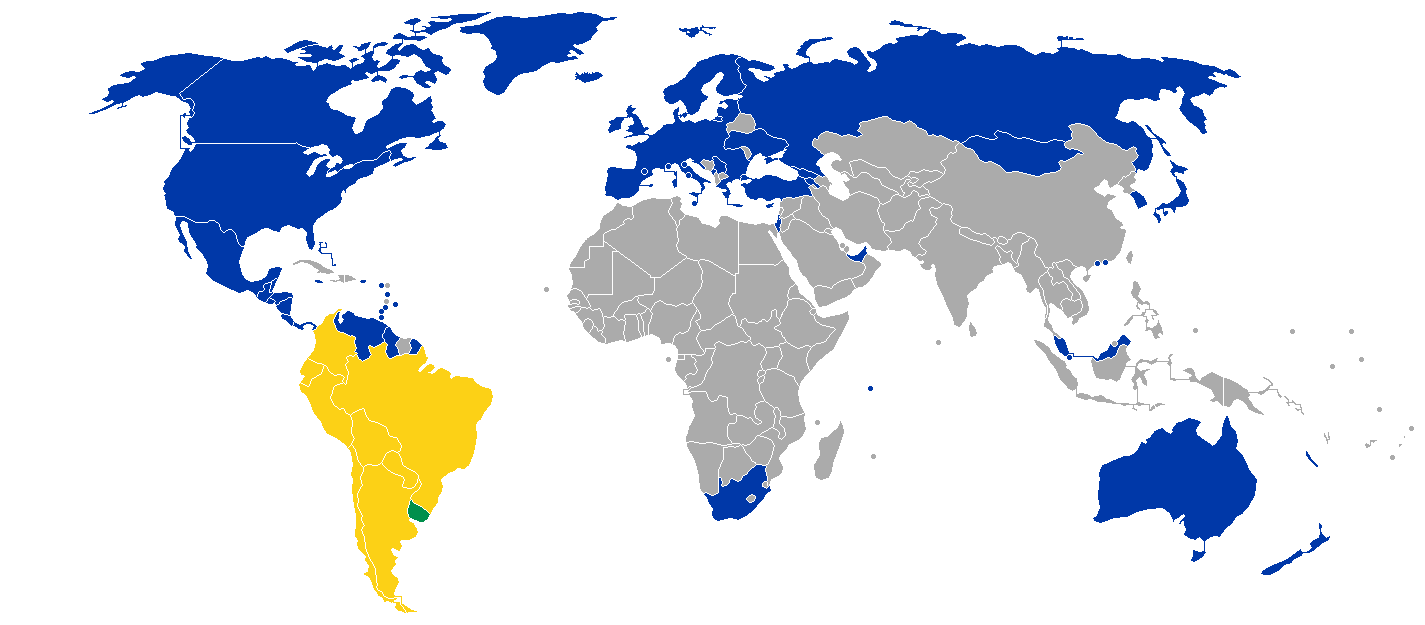
Política de visado de Uruguay para el ingreso de extranjeros:
Uruguay
No necesitan visa (ingreso con pasaporte o documento de identidad)
No necesitan visa (ingreso con pasaporte)
Necesitan visa

## Requisitos de visado por país
Los ciudadanos de los siguientes países están exentos de visa con motivo de diferentes convenios de reciprocidad en los regímenes de admisión temporaria, diplimática, oficial y de servicio.

### Pasaporte común
Los ciudadanos de los Estados miembro o Asociados del MERCOSUR pueden ingresar sin necesidad de visa con pasaporte o con documento de identidad, según el «Acuerdo sobre Documentos de Viaje de los Estados Partes del MERCOSUR y Estados Asociados»  y su «Segundo Acuerdo Modificatorio del Anexo del Acuerdo sobre Documentos de Viaje de los Estados Partes del MERCOSUR y Estados Asociados». Para los demás países que no forman parte del MERCOSUR necesitan un pasaporte válido para ingresar a Uruguay, requieran o no visa.
| - Alemania - Andorra - Argentina - Armenia - Australia - Austria - Bahamas - Barbados - Bélgica - Belice - Bolivia - Brasil - Bulgaria - Canadá - República Checa - Chile - Chipre - Colombia - Corea del Sur - Costa Rica - Croacia - Dinamarca - Dominica - Ecuador - El Salvador - Emiratos Árabes Unidos - Eslovaquia - Eslovenia | - España - Estados Unidos - Estonia - Finlandia - Francia - Georgia - Reino Unido - Grecia - Granada - Guatemala - Guyana - Honduras - Hong Kong - Hungría - Irlanda - Israel - Italia - Jamaica - Japón - Letonia - Liechtenstein - Lituania - Luxemburgo - Macao - Malasia - Malta - Orden de Malta - México | - Mónaco - Mongolia - Montenegro - Nicaragua - Noruega - Nueva Zelanda - Países Bajos - Panamá - Paraguay - Perú - Polonia - Portugal - Rumania - Rusia - San Cristóbal y Nieves - San Marino - San Vicente y las Granadinas - Santa Sede - Serbia - Seychelles - Singapur - Sudáfrica - Suecia - Suiza - Trinidad y Tobago - Turquía - Ucrania - Venezuela |

1. 1 2 3 4 5 6 7 8 9  Los ciudadanos de este país pueden ingresar con tan solo su documento de identidad.
2. 1 2  En el caso de que el motivo del viaje no sea turístico, sea laboral o con intención de permanecer por más de 90 días, deberá realizar el trámite correspondiente.
3. ↑  Solamente para los poseedores de pasaportes de la Región Administrativa Especial de Hong Kong, que debe lucir el texto "HKSAR" u "OVERSEAS". De lo contrario, requerirá visa.
4. ↑  Solamente para poseedores de pasaportes de la Región Administrativa Especial de Macao o un Permiso de Viaje de la Región Administrativa de Macao.
5. ↑  Admisión temporaria sin visa por 30 días.

| Fechas de cambios de visado |
| --- |
| - 2 de mayo de 1974: Japón - 1 de noviembre de 1984: Francia - 27 de diciembre de 2011: Rusia - 1 de abril de 2018: Montenegro |

Los ciudadanos de los demás países o territorios requerirán de visa para ingresar al país.
Los portadores de pasaportes de la República Popular China que posean visa de Estados Unidos, Reino Unido, Australia, Nueva Zelanda, Canadá y el espacio Schengen no requerirán visa consular siempre que tenga una vigencia mayor de seis meses.

### Pasaportes diplomáticos y de servicio
Por lo general, los países exentos de visa para sus pasaportes comunes también están exentos de visa para sus pasaportes diplomáticos y de servicio, salvo las siguientes excepciones, para quienes también están exentos de visa los pasaportes diplomáticos o de servicio a pesar de no haber tal exención para los pasaportes comunes:
| - Albania - Andorra - Angola - Bielorrusia - Camboya - China - Cuba - Egipto - India - Indonesia | - Macao - Marruecos - Namibia - Palestina - República Dominicana - Surinam - Tailandia - Vietnam |

1. 1 2 3  Solamente pasaporte diplomático.

## Tipos de visa
El Decreto N° 356/018 establece como categorías migratorias a la no residente y la residente, y dentro de esta última temporario o permanente. En este marco se establecen las categorías de visas, que se detallan a continuación.

### Visa de turismo
Para toda persona que desee ingresar al país de forma temporaria con motivo de placer, recreación o esparcimiento, expedida para un tiempo de permanencia máximo de 90 días, prorrogables por otros 90 días más.
Desde su concesión, el solicitante tiene un plazo máximo de 180 días para ingresar al país, y de no hacerlo, la visa caduca automáticamente. Una vez ingresado, el solicitante está habilitado dentro del período a la salida e ingreso múltiple.

### Visa de negocios
Expedida a toda persona que desee viajar a Uruguay con el propósito de realizar inversiones o intercambio comercial con empresas uruguayas o con sede en el país, o con organismos públicos de Uruguay, que acredite que realiza actividades empresariales. Se le expide para un tiempo de permanencia de 90 días prorrogables por otros 90 días más.
Desde su concesión, el solicitante tiene un plazo máximo de 180 días para ingresar al país, y de no hacerlo, la visa caduca automáticamente.

### Visa de trabajo
Expedida a toda persona que tenga la intención de realizar actividad laboral en el país.
Una vez ingresado, el solicitante está habilitado dentro del período a la salida e ingreso múltiple.

### Visa de estudiante
Expedida a toda persona que pretenda realizar estudios, usufructuar becas o pasantías en programas oficiales, de intercambio o en instituciones habilitadas por las autoridades uruguayas.
Desde su concesión, el solicitante tiene un plazo máximo de 180 días para ingresar al país, y de no hacerlo, la visa caduca automáticamente.

### Visa de reunificación familiar
Expedida a toda persona que desee reunificarse con su familiar, tenga este familiar residencia permanente o en trámite en el que haya demostrado medios de vida legales, y este familiar preste su consentimiento, conforme a la Ley de Migraciones N° 18250. El plazo de esta visa es el mismo del de la residencia permanente o en trámite del familiar con el que pide reunificarse. Independientemente de la resolución final, el solicitante cuenta con 30 días contados desde el ingreso al país para gestionar su residencia.
Desde su concesión, el solicitante tiene un plazo máximo de 180 días para ingresar al país, y de no hacerlo, la visa caduca automáticamente.

### Visa humanitaria y de urgencia
Expedida a toda persona que tenga una causa fundada y acreditada para su ingreso, con fines de tratamiento médico, motivos judiciales, fallecimiento o situación de salud de un familiar o amigo, u otros motivos que aunque no estuvieren previstos, las autoridades migratorias consideren meritorias. Se concede para un plazo equivalente al que dure la causal que motivó su ingreso.

### Visa para congresos, convenciones y seminarios de tipo nacional o internacional
Expedida a toda persona que acredite haber sido invitada por parte de los organizadores del evento de carácter nacional o internaiconal de interés público que se realicen en el país. Se otorga para un período de 90 días, prorrogables por 90 días más.
Desde su concesión, el solicitante tiene un plazo máximo de 180 días para ingresar al país, y de no hacerlo, la visa caduca automáticamente. Una vez ingresado, el solicitante está habilitado dentro del período a la salida e ingreso múltiple.

## Críticas y comentarios sobre el régimen de visado
Durante el Séptimo Encuentro de Migración y Ciudadanía del 2017 organizaciones como la Red de Apoyo al Migrante y el Consejo Consultivo Asesor de Migraciones presentaron un documento a las autoridades del Poder Ejecutivo en el que hicieron críticas al sistema de visas, describiéndolas como «muros invisibles» establecidas con «criterios cuestionables», haciendo mención expresa del caso de los migrantes dominicanos y cubanos, nacionalidades a las que se les exige visa. Además estas organizaciones anunciaron que seguirán trabajando para «eliminar las visas».
En el Noveno Encuentro de Migración y Ciudadanía realizado en el 2019, representantes del sistema político de los partidos Frente Amplio, Nacional, Unidad Popular e Independiente concidieron en que debería eliminarse esta «traba». El encargado del programa de Relaciones Internacionales del Partido Nacional Diego Escuder manifestó que su partido político defiende la idea de que toda persona tiene el derecho a circular libremente y elegir su lugar de destino, por lo que el hecho de exigir visas a quienes están en situaciones de vulnerabilidad puede agravar su problema y se termina discriminando y fomenta las redes ilegales de tráfico humano.